# Pet Force
Pet Force is een boekenserie voor jonge lezers gebaseerd op de stripserie Garfield van Jim Davis. In deze boekenserie zijn de bekende personages uit de strip superhelden. De verhalen spelen zich af op de planeet Polyester.

## Helden

### Garzooka
Garzooka is de superheldversie van Garfield. Hij is de leider van het Pet Force team. Hij heeft vlijmscherpe klauwen, en kan radioactieve haarballen uitspugen.

### Odious
De superheldversie van Odie, en het domste lid van Pet Force. Odious kan niet praten. Het enige wat hij doet is kwijlen, blaffen en likken, wat in overeenstemming is met zijn tegenhanger uit de Garfieldstrips. Hij is bovenmenselijk sterk en heeft een supertong die ver kan uitrekken en mensen kan verwarren door ze te likken.

### Abnermal
De superheldversie van Nermal. Hij is het enige personage die blijk lijkt te zijn met zijn nieuwe leven als superheld. Hij kan voorwerpen bevriezen.

### Starlena
De superheldversie van Arlene. Zij kan een Sirenelied zingen dat iedereen behalve Garzooka in een trance brengt.

### Compooky
Compooky is de superheldversie van Pooky. Hij is half teddybeer en half robot.

## Schurken

### Vetvix
Vetvix is de hoofdvijand uit de serie. Ze is een kwaadaardige dierenarts. Haar krachtbron is een kristal op haar hoofdband.

### K-Niner
K-Niner is een dobermann met bovenmenselijke intelligentie. Hij kreeg van Vetvix een brain-booster, waarmee hij ook andere honden slimmer kan maken.

## Boeken
Boeken in de reeks zijn:
- #1: The Outrageous Origin (1997)
- #2: Pie Rat’s Revenge (1998)
- #3: K-Niner: Dog of Doom (1998)
- #4: Menace of the Mutanator (1999)
- #5: Attack of the Lethal Lizards (1999)

## Verfilming
In 2009 verscheen de computeranimatiefilm Garfield's Pet Force, die losjes gebaseerd is op de boeken.